# Mette Kierkgaard
Mette Kierkgaard, född 5 mars 1972 i Ribe, Danmark, är en politiker.
Vid folketingsvalet 2022 blev hon invald i Folketinget som representant för Moderaterne i Sydjyllands storkrets med 2 935 personröster. Hon utsågs till äldreminister 15 december 2022.

## Bakgrund
Kierkgaard tog studenten från  Ribe katedralskole 1991 och har en cand.scient. i sociologi tagen vid Ålborg universitet 1999. Hon har en doktorsexamen i politisk sociologi från Ålborg universitet 2022 och en mastersexamen i offentligt ledarskap från Syddansk universitet och Århus universitet 2022. Hon har haft olika chefspositioner i offentliga sektorn.